# Charles Bronson
Charles Bronson, egentlig Charles Dennis Buchinsky, (født 3. november 1921 i Ehrenfeld, Pennsylvania, død 30. august 2003 i Los Angeles, Californien) var en amerikansk filmskuespiller.
Han filmdebuterede i 1951, og spillede titelrollen i Roger Cormans Machine-Gun Kelly (1958) og siden hårde karakterroller i storproduktioner som The Magnificent Seven (Syv mænd sejrer, 1960), Kid Galahad (1962), The Great Escape (Den store flugt, 1963) og The Dirty Dozen (Det beskidte dusin, 1967). I slutningen af 1960'erne var han en fåmælt, forhærdet helt i italienske og franske actionfilm, en karrierevej han derefter fulgte med stor succes hjemme i USA, bl.a. i En mand ser rødt-filmene (1974-94). I hele 15 film spillede han mod sin hustru Jill Ireland (1936-90).
Han har fået en stjerne på Hollywood Walk of Fame.